# Hohenzollernlied

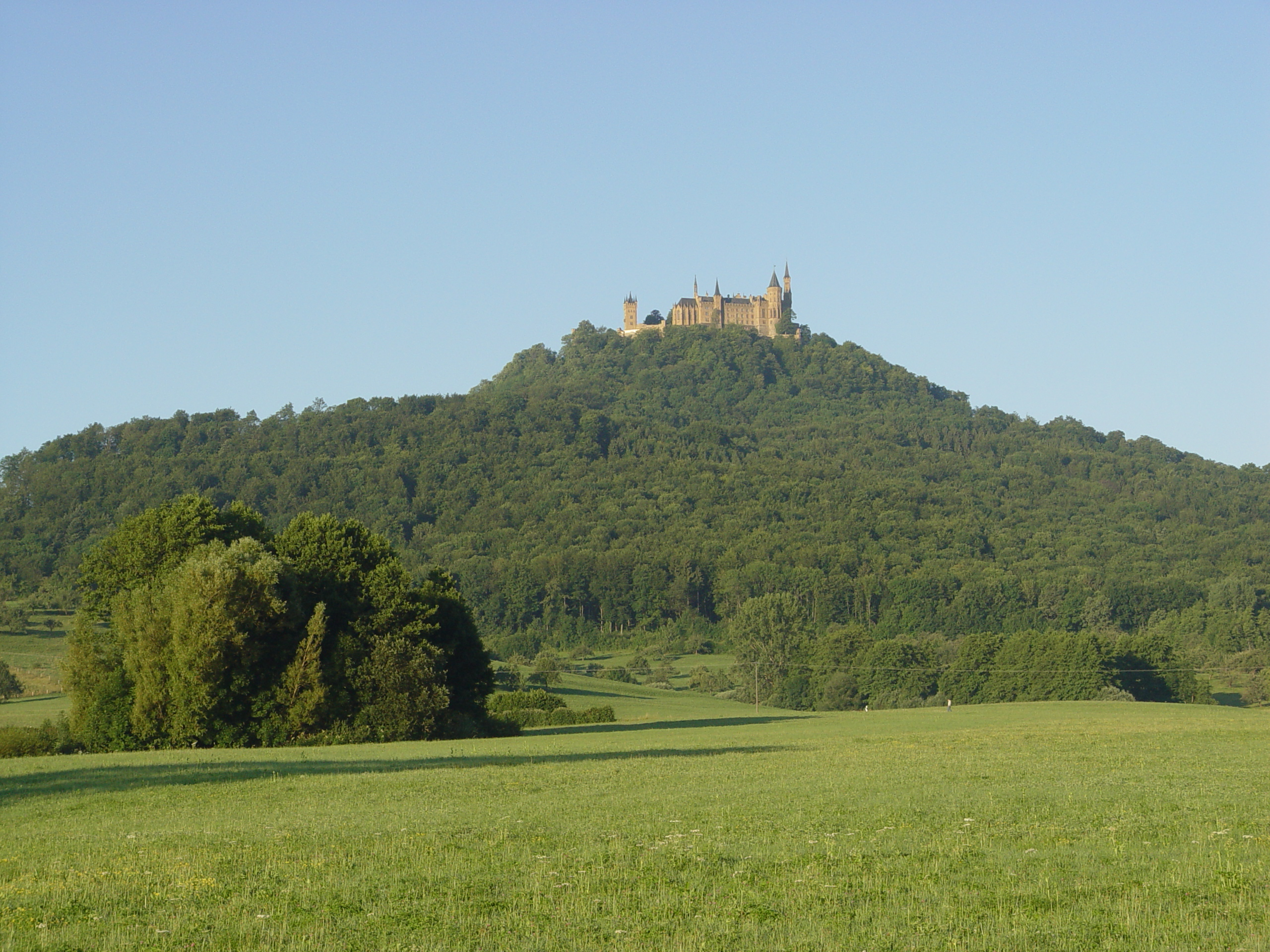
Der Zollerberg von Hechingen aus gesehen

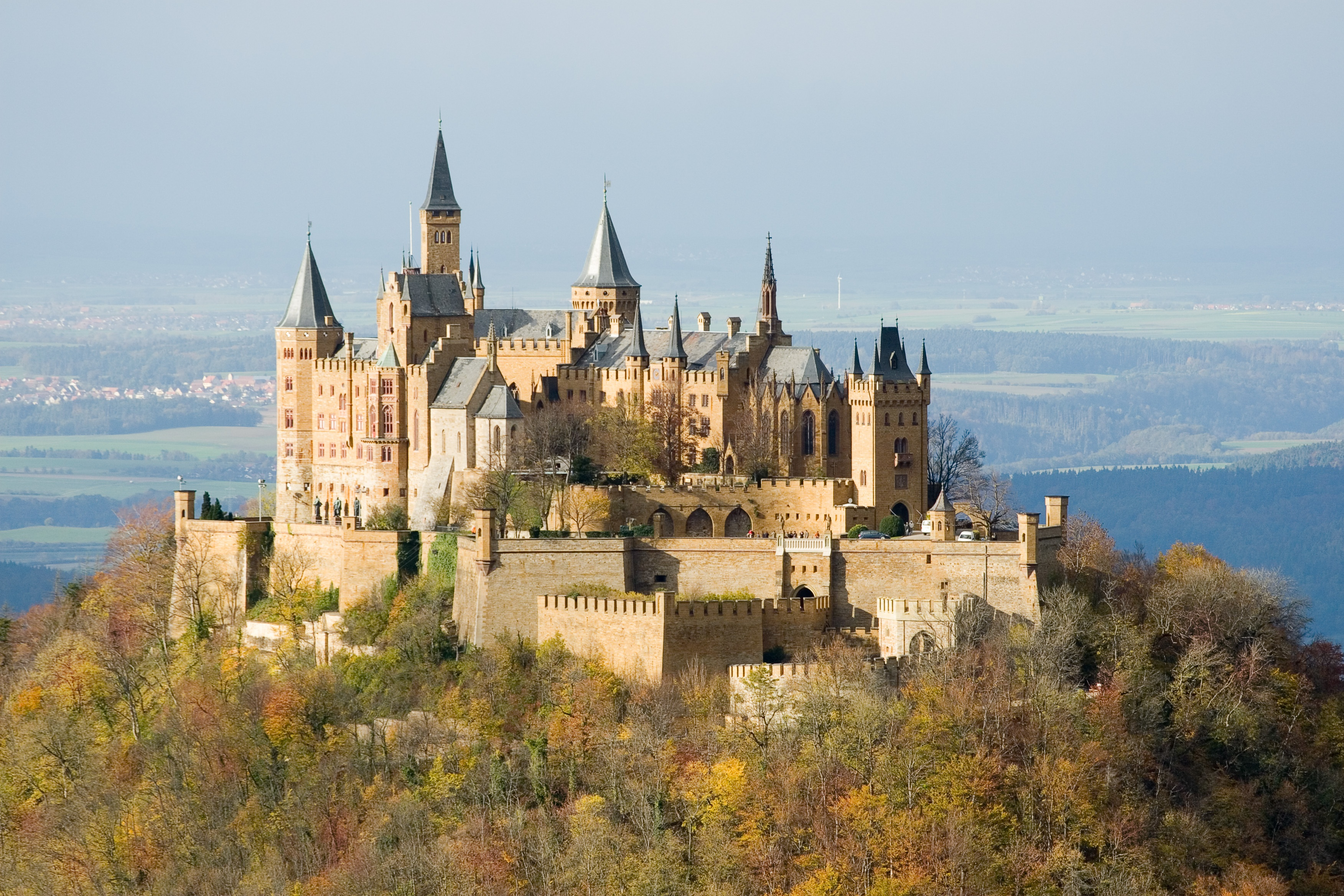
Burg Hohenzollern

Das Hohenzollernlied ist die Hymne von Hohenzollern, einem historischen Land auf dem Gebiet des heutigen Baden-Württemberg.
Im Mittelpunkt des Liedes steht der Berg Hohenzollern mit seinen steilen Felsen, der auf der Gemarkung des Ortsteiles Zimmern der Gemeinde Bisingen am Rande der Schwäbischen Alb steht, auf ihm thronend die Burg Hohenzollern.

## Herkunft des Textes
Die Herkunft des Textes ist umstritten. Der Text wird zwei verschiedenen Verfassern zugeschrieben:
Zum einen dem aus Hechingen stammenden Soldaten Konstantin Killmaier, der von 1858 bis 1861 in einem hohenzollerischen Füsilier-Regiment in Saarlouis diente. Die Stadt Hechingen hat zu seinen Ehren eine Straße nach ihm benannt.
Zum anderen dem 1825 in Hechingen geborenen Postpraktikanten Hermann Vitalowitz, der den Textanfang 1849 anlässlich der Übergabe Hohenzollerns an Preußen verfasst habe. Hohenzollern fiel damals durch Regierungsverzicht der Fürsten von Hohenzollern-Sigmaringen und Hohenzollern-Hechingen an Preußen. Bis 1887 habe Vitalowitz seinen Text auf insgesamt 20 Strophen erweitert.

## Herkunft der Melodie
Zum einen:
Konstantin Killmaier habe seinen Text der Melodie des Soldaten-Reservisten-Liedes „Was blinkt so freundlich in der Ferne?“ (Titel: „Es lebe der Reservemann“) unterlegt. In dieser Fassung fand das Lied seit ungefähr 1860 durch Soldaten und Handwerksgesellen eine große Verbreitung.
Nach einer anderen Darstellung habe Killmaier sein Lied 1861 nach der Melodie „Normandie“ verfasst.
Zum anderen:
Vitalowitz habe sich „an Wilhelms ‚Es braust ein Ruf wie Donnerhall‘ und an ein Lied ‚Der Kußheld‘ (von Nüblings Schelmen- und andern Liedern, Ulm 1842) gehalten, dem er den verteiligen Takt entlehnt habe“, und „das Volk habe […] die Melodie ‚zurechtgesungen‘“.

## Inhalt
In der ersten Strophe wird die Lage, das Umfeld und die Schönheit des Heimatlandes Hohenzollern mit dem Berg und der Burg Hohenzollern als Mittelpunkt besungen.
In der zweiten Strophe wird beklagt, dass die Männer in den Krieg ziehen müssen (im Text der „Sohn“). Die Frauen, Mütter bzw. die zurückbleibende Freundin (im Text das „Liebchen“) bleiben ängstlich und hoffend zu Hause.
Der Schluss (dritte Strophe) zeigt eine glückliche Heimkehr in die Heimat.

## Heutige Fassung
Die heute gesungene Fassung hat sowohl im Text als auch in der Melodie teilweise Änderungen erfahren, was bei Volksliedern durch die mündliche Verbreitung und Überlieferung normal ist.
Die Melodie war im Original (siehe oben bei Konstantin Killmaier) ein militärartiges Lied mit straffen und punktierten Achtel- und Sechzehntelnoten ohne Taktwechsel im Dreiertakt. Im Laufe der mündlichen Überlieferung wurde der erste Teil in eine lyrische und ruhig fließende Melodie im Vierertakt abgewandelt. Der Mittelteil (b) ging wieder zurück zum ursprünglichen Dreiertakt; der Schlussteil der gesamten  a – b – a – Form geht wieder zurück in den anfänglichen Vierertakt. Die heute aktuelle Melodiefassung wurde von sangesbegabten und heimatverbundenen Personen aus Bisingen, Hechingen und Burladingen (alles „waschechte Hohenzollern!“) mündlich vorgesungen und von dem Volksliedforscher Heinz Marquart nach Gehör in Noten aufgeschrieben (mit capella software). Außerdem wurde von ihm eine zweite Stimme hinzu arrangiert (siehe unten bei „Notentext“)
Auch der Text hat teilweise Änderungen erfahren.
Auch in Sigmaringen wird eine melodisch und textlich, leicht geänderte Fassung gepflegt.
Im Liederbuch „Die Lieder der Deutschen“ steht sogar eine vierte Strophe. Diese entstand 1973 bei der Kreisreform und wurde vom damaligen Landrat Hans Speidel aus Hechingen gedichtet.
Der Silcherchor Zollern-Alb unter der Leitung von Josef Kästle hat 1983 das Hohenzollernlied in der heute üblichen Fassung nach einem Männerchor-Satz des Reutlinger Komponisten Adolf Koch auf einer Single-Schallplatte aufgenommen.

## Textfassungen
| Nicht weit von Württemberg. | Der Hohenzoller. | Das Hohenzollern-Lied. | Das Hohenzollern-Lied. |
| Im Marschzeitmaß. Aus Kassel (Inf.-Rgt.) | Mäßig bewegt. Mündlich aus Kirrweiler, – Nieder-Eisenbach, Krs. St. Wendel, – Biersdorf (Sieg), – Hüffelsheim b. Kreuznach. | „in einer von der ursprünglichen nicht unwesentlich abweichenden, offenbar durch die mündliche Fortpflanzung entstellten und um eine Strophe ärmer gewordenen Fassung, in der es dem Verständnis manche Schwierigkeit entgegenstellt“                                          | „Nun hat es neuerdings ein glücklicher Zufall gefügt, daß nicht nur die ursprüngliche Fassung des Liedes, sondern auch der Dichter desselben bekannt geworden ist […]. Es ist […] Konstantin Killmaier […] er das Lied nach der Melodie ‚Normandie‘ im Jahre 1861 verfaßt […] das Lied, in seiner ursprünglichen Fassung […] In dieser hat es 4 Strophen“ |
| Nicht weit von Württemberg und Baden Und der wunderschönen Schweiz Da liegt ein Berg so hoch erhaben, Den man den Hohenzollern heißt. Er schaut herab so stolz und kühn Auf alle, die vorüberziehn. Auf Hohenzollerns steilen Felsen, Wo unverzagt die Eintracht ruht. | Nicht weit von Württemberg und Baden Von Baiern und der schönen Schweiz, [alternativ:] und von der wunderschönen Schweiz, Da liegt ein Berg, so hoch erhaben, Den man den Hohenzollern heißt. Er schaut herab so stolz und kühn Auf alle, die vorüber ziehn. An Hohenzollerns steilen Felsen, Wo unverzagt die Eintracht ruht. | Nicht weit von Württemberg und Baden Und auch der wunderschönen Schweiz, Da liegt ein Berg so hoch erhaben, Den man den Hohenzollern heißt; Er schaut herab so stolz und schön Auf alle, die vorübergeh'n – Auf Hohenzollerns steilem Felsen, Wo unverzagt die Eintracht ruht. | Nicht weit von Württemberg und Baden, Von Bayern und der schönen Schweiz, Da liegt ein Berg, der unter allen Der schöne Hohenzoller heißt. :\|: Er schaut herab, So stolz und kühn Auf alle, die vorüberzieh'n. Auf Hohenzollerns steilen Felsen Wohnt unverzagte Eintracht nur. :\|:                                                                     |
| | | | Geschmückt mit deutschen Fürstenkronen Ragt hoch der stolze Fels empor, Schützt alle seine Unterthanen, Verschließt sie fest in seinem Thor. :\|: Und kommt die Zeit, Wir stehen fest Und halten aus bis auf die letzt. Auf Hohenzollerns u. s. w. :\|:                                                                                                   |
| Von diesem Berg da geht die Sage, Die sich durch's ganze Land erstreckt, Ein jeder Vater hat die Plage, Die sich auf seinen Sohn erstreckt. Er schickt ihn fort in's fremde Land, Sein Liebchen glaubt, er sei verbannt. Auf Hohenzollerns steilen Felsen, Wo unverzagt die Eintracht ruht. | Von diesem Berg aus geht die Sage, Die sich ins weite Land erstreckt, Ein jeder Vater hat die Klage, Die sich auf seinen Sohn ausstreckt: Er schickt ihn fort ins fremde Land, Sein Liebchen glaubt, er sei verbannt Auf Hohenzollerns steilen Felsen, Wo unverzagt die Eintracht ruht.                                        | Von diesem Berg da geht die Sage, Die sich ins ferne Land erstreckt, Und mancher Vater hat die Klage, Die sich auf seinen Sohn erstreckt; Man nimmt ihn fort ins ferne Land, Sein Vater glaubt, er sei verbannt – Auf Hohenzollerns u. s. w.                                   | Von hohen Fels da geht die Klage, Die sich ins ganze Land erstreckt, Daß manches Vaters harte Plage Sich nur auf seinen Sohn beschränkt. :\|: Man nimmt ihn fort Ins ferne Land, Das Liebchen glaubt, er wär' verbannt. Auf Hohenzollerns u. s. w. :\|:                                                                                                   |
| Und kommt die längst ersehnte Stunde, Die uns zur Heimat wieder ruft, Dann rufen wir aus frohem Munde Der lieben, teuren Heimat zu, Dann rufen wir: O Heimatland, Wie ist mein Herz an dich gebannt! Auf Hohenzollerns steilen Felsen, Wo unverzagt die Eintracht ruht. | Und kommt die längst gewünschte Stunde, Die uns zur Heimat wieder ruft, Dann eilen wir mit frohem Mute Dem steilen Hohenzollern zu – Und rufen laut: Du Heimatland, Wie ist mein Herz an dich gebannt: An Hohenzollerns steile Felsen, Wo unverzagt die Eintracht ruht!                                                        | Jetzt kommt die längst gewünschte Stunde, Die uns zur Heimat wieder ruft, Da wandern wir mit frohem Mute Dem schönen Hohenzollern zu, Und rufen's laut: Du heil'ges Land, Wie ist mein Herz an dich gebannt! – Auf Hohenzollerns u. s. w.                                      | Und kommt die langersehnte Stunde, Wo uns die Heimat wieder ruft, Dann kehr'n wir in fröhlichem Bunde Vergnügt dem Hohenzoller zu. :\|: Wir rufen aus: O heiligs Land, Wie ist mein Herz an dich gebannt! Auf Hohenzollerns u. s. w. :\|: |
| — | — | — | — |
| „Dieses Lied, welches jedenfalls jüngeren Ursprungs ist, habe ich nirgends aufgezeichnet vorgefunden. Der Sinn des unklar ausgedrückten Gedichtes ist kurz folgender: Unter der Hohenzollernherschaft, welche die Eintracht fördert, ist es Brauch, daß jeder Vater seinen Sohn die vorgeschriebene Zeit im Heere dienen lassen muß. Der Sohn kommt oft so weit fort von der Heimat, daß sein Schatz ihn für verbannt hält. Nach Beendigung der Dienstzeit ist dann die Freude des Wiedersehens groß.“ | | „Es ist in der That ein seltenes Glück, das uns hier vergönnt wird, die Schicksale eines Volkslieds bis auf seine Entstehung zurück verfolgen zu können.“ | „Es ist in der That ein seltenes Glück, das uns hier vergönnt wird, die Schicksale eines Volkslieds bis auf seine Entstehung zurück verfolgen zu können.“ |